# Phoradendron racemosum
Phoradendron racemosum là một loài thực vật có hoa trong họ Santalaceae. Loài này được (Aubl.) Krug & Urb. miêu tả khoa học đầu tiên năm 1897.